# Brockdorff 1–3
Die Ganggräber Brockdorff 1–3 (dän. Jættestuen 1–3) liegen westlich des Fynshovedvej und 1,1 bis 1,5 km nordwestlich der Runddysse von Snave nördlich von Stubberup auf der Halbinsel Hindsholm auf der dänischen Insel Fünen. Es sind Megalithanlagen der Trichterbecherkultur (TBK), die zwischen 3500 und 2800 v. Chr. errichtet wurden.

## Brockdorff 1
Das küstennah gelegene Ganggrab Brockdorff 1 (auch Brochdorff, Tornehøj genannt) wurde bereits 1869 ausgegraben. Eine Nebenkammer befindet sich möglicherweise am südlichen Ende der nicht vollständig ausgegrabenen Anlage. Gefunden wurden Haufen menschlicher Knochen, eine Axt, Bernsteinperlen, Keile, zwei Töpfe und eine Bronzenadel.

## Brockdorff 2
Der etwa 20 m lange, 1924 unter Schutz gestellte Hügel des Ganggrabes hat eine nordost-südwestorientierte, etwa 4,4 m lange und 1,8 m breite Kammer. Vier Tragsteine befinden sich in situ und das Ende eines Decksteins liegt auf. Der Hügel wurde in alten Zeiten abgegraben. Um den Hügel finden sich 0,50 m hohe Randsteine.

## Brockdorff 3
Etwa 70 m entfernt liegt der etwa 18 m lange, 1924 unter Schutz gestellte Hügel eines Ganggrabes, dessen östliche Hälfte und die Tragsteine der westlichen Hälfte erhalten sind. Die ost-west-orientierte Kammer ist etwa 5,7 m lang und 1,4 m breit.
In der Nähe liegt der Runddysse von Snave.